# Фейсал ибн Хусейн
Фейсал ибн Хусейн (р. 11 октября 1963, Амман, Иордания) — иорданский принц из династии Хашимитов, младший родной брат короля Абдаллы.

## Биография
Родился 11 октября 1963 года в Аммане в семье короля Хусейна и принцессы Муны. 
Получил начальное образование в США и Великобритании. В 1985 году окончил Брауновский университет со степенью бакалавра в области электротехники и Лондонскую школу бизнеса в 1988 году.
Принц Фейсал проходил военную службу в Королевских ВВС Иордании. Затем он проходил офицерскую подготовку в Королевских ВВС Великобритании и в 1986 году прошёл базовую летнюю подготовку. Принц проходил подготовку на реактивных самолётах и в тактическом оружейном подразделении
В 2017 году в звании генерал-лейтенанта уволился из Вооружённых сил.
В 2003 году был избран президентом Олимпийского комитета Иордании. 
В 2010 году стал членом исполкома МОК. В сентябре 2024 года было объявлено, что принц Фейсал станет одним из кандидатов на пост Президента МОК в качестве одного из преемников Томаса Баха.
Имеет ряд иорданских наград и испанский орден Изабеллы Католической.

## Семья
Трижды женат, имеет 6 детей (4 в первом браке и 2 в третьем; 3 сына и 3 дочери).